# Корчев (Львовская область)
Ко́рчев (укр. Корчів) — село в Белзской городской общине Шептицкого района Львовской области Украины.
Население по переписи 2001 года составляло 448 человек. Занимает площадь 1,989 км². Почтовый индекс — 80060. Телефонный код — 3257.